# 北イタリア

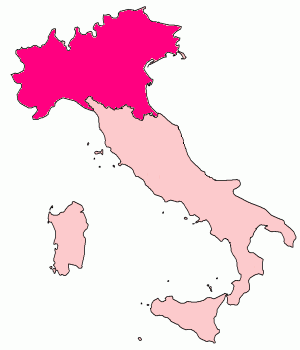
北イタリア

北イタリア（きたイタリア）は、イタリアの北部地域の呼称。南北に二分する場合と、北部・中部・南部に三分する場合があるが、主に後者の場合が多い。後者の意味での北イタリアの異称として、元々ポー平原を意味するパダーニア（パダニア、パダーニャ）の呼称も用いられ、独立もしくは地域主権を志向する立場からの支持を受ける。

## 概略
日本語では厳密に北イタリアに含まれる州が決まっているわけではないが、大抵はイタリアでの区分を踏襲していてエミリア＝ロマーニャ州以北となっている。西からピエモンテ州、ヴァッレ・ダオスタ州、リグーリア州、ロンバルディア州、エミリア＝ロマーニャ州、ヴェネト州、トレンティーノ＝アルト・アディジェ州、フリウリ＝ヴェネツィア・ジュリア州が含まれる。
ここは元来ローマ人の地ではなく、ケルト人のガリアの一部、ガリア・キサルピナであった。ローマ帝国のテトラルキア時代には、ミラノが西の正帝領の首都となっている。ゲルマニアのランゴバルド人の建国したランゴバルド王国の名残りを残すロンバルディアなどもある。
これらの地は神聖ローマ帝国の領域となったが、同国の皇帝権は当地では弱体であった。教皇派と皇帝派が対立する中で、帝国の中心であったドイツ地域と教皇の地盤であるイタリア半島中部の中間的な位置にあることから、そのどちらとも適切な距離を置きつつ実利を取るような自治都市が発達した。その中でもヴェネツィアとジェノヴァは地中海の経済覇権を争い、経済力を背景に強力な海軍を保有した。当時文化の先進地であった中東・エジプトとの交易、および同様に文化先進地であった東ローマ帝国への経済進出とその崩壊にともなう亡命学者の受け入れ、さらに教皇と世俗権力について合従連衡するという教会を相対視せざるをえない状況の中で、人間主義的な文芸復興であるルネサンスの中心地となる。神聖ローマ帝国の退潮が進むと、神聖ローマ帝国に代わりフランスとローマ教皇が覇権を争う場となる。
このように国際的商業文化を発達させた北イタリアは、南イタリアなどに比べ、地理的に南ドイツ（オーストリア・スイスも含む）に近いため近代化が進んでいて平均所得が高く、イタリアの連邦制への移行を目指している同盟の支持基盤となった（現在、同盟は南部にも支持を広げている）。
南北に二分する場合、上記の州以外を南部とする場合、ラツィオ州辺りまでを北部に含める場合（すなわち両シチリア王国領ではなかった地域）など、分け方に幅がある。
イタリア最大の都市圏を持つミラノをはじめ、工業都市トリノ、国内屈指の港湾都市ジェノバ、欧州屈指の自動車生産地帯であるエミリア・ロマーニャ州などを有しており、全体に工業が盛んで富裕な地域として知られる。
その一方、温暖な地中海性気候である前述の南イタリアとは異なり、比較的大陸性の冷涼な気候が見られ、冬には雪が積もることも多い。農業も主に酪農や小麦栽培が主力となっている。山がちで長く都市国家が分立していたことから伝統的に地方分権を求める政治意識が強く、中央集権的な南部とは一線を画す。